# 得将地区
得将地区（トゥクチャンちく）は朝鮮民主主義人民共和国平安南道にかつて属した行政区域。現在は隣接する北倉郡内の4つの労働者区となっている。

## 地理
中部にある北倉郡に位置する。炭坑地帯である。

## 行政区域
4労働者区を管轄する。
- カルコル労働者区（カルコルロドンジャグ）
- 得将労働者区（トゥクチャンノドンジャグ）
- 鳴鶴労働者区（ミョンハンノドンジャグ）
- 甫業労働者区（ポオムノドンジャグ）

## 歴史
1995年、平安南道北倉郡から分離し、市・郡と同等の行政区域として新設された。得将・鳴鶴・甫業・カルゴル（갈골）の4つの労働者区から構成される。

### 年表
この節の出典

#### 得将地区(第1次)
- 1995年8月 - 平安南道北倉郡石山里および院坪里・龍山里の各一部地域をもって、得将地区を設置。(4労働者区)
  - 龍山里の一部が分立し、甫業労働者区が発足。
  - 石山里が分割され、得将労働者区・鳴鶴労働者区が発足。
  - 院坪里および龍山里の残部が合併し、カルコル労働者区が発足。
- 2000年1月 - 得将地区廃止。
  - カルコル労働者区・得将労働者区・鳴鶴労働者区・甫業労働者区が北倉郡に編入。

#### 得将地区(第2次)
- 2008年前 - 平安南道北倉郡得将労働者区・鳴鶴労働者区・甫業労働者区・カルコル労働者区をもって、得将地区を設置。(4労働者区)[3]

#### 得将労働者区
- 2018年ごろ - この時期以降に発行された朝鮮中央年鑑から得将地区の名称がなくなり、隣接する北倉郡における労働者区として同郡へ編入された。[4]

## 交通
- 得将線
  - 龍山駅 - 得将駅 - 石山駅